# Dirk II van Heinsberg
Dirk II van Heinsberg (geboren 1232, overleden in 1303) was heer van Heinsberg van 1258 tot 1303.

## Leven
Dirk II was de zoon van graaf Hendrik van Sponheim en van Agnes erfdochter van Heinsberg,  een nevenlijn van de graven van Sponheim.
Hij introduceerde in 1298 het Heinsbergse manboek en kocht in 1282 de residentie van de heren van Millen.

Dirk II van Heinsberg uit het huis Limburg-Sponheim was een van de erfpretendenten van het hertogdom Limburg (1283-1289), die allen de witte leeuw van Limburg in hun wapen hadden, zoals de families Luxemburg, Heinsberg, Valkenburg en Berg.

Bij de latere erfdeling van de heren van Heinsberg kwam de residentie van de heren van Millen toe aan Maria van Loon-Heinsberg, gravin van Nassau en vrouwe van Breda (echtgenote van Jan IV van Nassau). Maria werd de overgrootmoeder van Willem van Oranje.

## Wapen en zegel
De witte Leeuw van Limburg op een veld van keel, klauwen, tong en kroon van goud, via zijn vader graaf Hendrik van Sponheim en via zijn moeder Agnes van Heinsberg, grootmoeder Isalda van Limburg, (dochter van Hendrik III van Limburg, zus van Walram III, oma Mathilde van Sponheim).

## Nakomelingen
Hij huwde met Johanna van Leuven-Gaasbeek († 1291), dochter van Godfried, heer van Gaesbeek.
Uit het huwelijk kreeg hij vijf kinderen, van wie twee zonen vernoemd werden naar Hendrik III en Walram III van Limburg:
1. Hendrik († 1287)
2. Godfried I van Heinsberg († 1331), heer van Heinsberg
3. Walram († 1307), heer van Blankenberg
4. Dirk († na 1302), kanunnik te Keulen en Luik
5. Adelheid († na 21 mei 1343), trouwde met Hendrik I van Nassau-Siegen

Dirk verwekte minstens twee buitenechtelijke zonen:
- Lambert (circa 1294-) heer van hof Donselen, beleend in 1322
- Everhard (circa 1296-) heer van Oberlieck, beleend 1322